# Aeroportul Nueva Guinea
Aeroportul Nueva Guinea (IATA: NVG, ICAO: MNNG) este un aeroport din Nueva Guinea⁠(d), Regiunea Autonomă a Atlanticului de Sud, Nicaragua.
Situat la o altitudine de 209 m, aeroportul dispune de o singură pistă. Este operat de Nicaragua.